# إمجور
إمجور هو مجتمع إلكتروني عبر الإنترنت يقدم خدمات الاستضافة للصور والمشاركة والاستمتاع بأشهر الصور المنتشرة عبر الإنترنت من جميع دول العالم. أسسه آلان شاف ويستخدم البرنامج حاليًا ملايين المتصفحين بشكل يومي.

## الانطلاقة

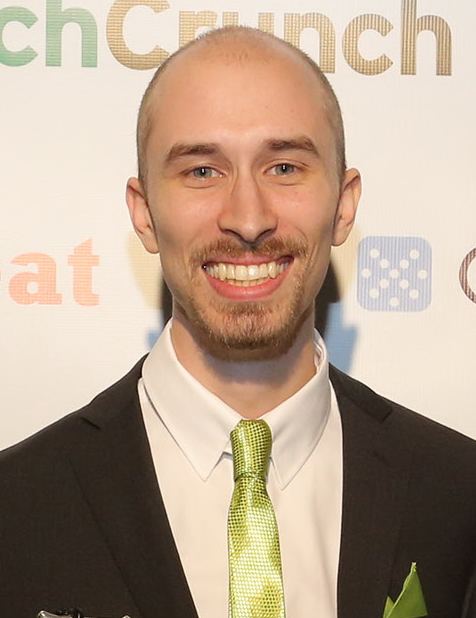
آلان شاف في عام 2014، المؤسس والرئيس التنفيذي لشركة إمجور

انطلقت الشركة في عام 2009 في أثينس ضمن مشروع آلان شاف عندما كان طالب علوم حاسب في جامعة أوهايو.